# 山东省烟台第三中学
山东省烟台第三中学，始建于1952年。1993年，被确定为首批山东省规范化学校。校本部于2015年搬至黄务新校区；原烟台三中分校于2016年与原黄务中学合并，成立烟台三中初中部，并搬至黄务新校区，并于2019年更名为烟台港城中学。
目前学校位于南部新城黄务片区，学校占地面积122700平方米，建筑面积82886平方米，现有54个教学班。

## 设施
校占地面积122700平方米，建筑面积82886平方米，现有54个教学班。有设施先进的微机室、数字探究实验室、3D打印实验室、创客实验室及理化生实验室，60个普通教室全部实现“班班通”工程和“电子白板”工程。图书馆馆藏丰富，阅览室拥有期刊200余种，还拥有藏书25万余册的电子阅览室。环境整洁、管理规范的学生公寓楼、餐厅，为学生提供了求学成长的良好生活条件。

## 师资
学校师资力量雄厚，现有正高级教师4人，高级教师101人，硕士以上61人。 

## 荣誉
学校先后被授予 “全国心理健康教育示范学校”、“全国科普教育基地”、“全国青少年校园足球特色学校”、“全国中小学知识产权教育示范学校”、“全国体育传统项目先进学校”、“全国现代教育技术实验学校” 、“全国教育信息技术研究‘十三五’规划课题实验学校”、“全国青少年信息学奥林匹克联赛山东赛区优秀参赛学校”、“山东省文明校园”、“山东省教学示范校”、“山东省电化教育示范校”、“山东省科普示范校”、“山东省园林绿化示范单位”、“山东省学生发展指导示范基地”的称号，连续十四年获“烟台市高中教学先进单位”。
入驻新校区后，学校开创性地启动学科基地建设，物理、语文、历史学科基地被评选为“烟台市学科示范基地”，其中语文、物理两个学科被评为“烟台市首批高中课程基地”。物理学科基地被山东省教育厅认定为首批普通高中省级学科基地。2017年，学校承办“山东省德育课程一体化观摩交流活动”现场会，同年“全国新技术支持下的个性化学习高峰研讨和应用成果展示活动”和“全国教育信息技术应用能力提升高级研修活动”均在我校举行，同年“3.0版‘互联网+深度学习’双个性化教学模式的探索与实践”被山东省教育厅推荐参加教育部2017年度基础教育信息化应用典型示范案例评选活动。2018年荣获教育部“全国中小学校长、骨干教师网络学习空间人人通专项培训基地学校”称号；另外，还获得“2017-2018年全国节约型公共机构示范单位”称号。2018年，学校上报的《基于“复光教育”理念下的学科基地建设学科基地建设》被评为省级德育课程一体化典型案例，同年，《基于普通高中学生个性化成长的“复光”教育实践研究》获山东省教学成果二等奖。 

## 历史沿革[4]
| 1952年至1959年 | 前身为1951年10月建的二中分校，系初级中学。正式命名于1952年9月12日，校址在烟台山东侧的海岸路26号（现烟台山宾馆院内）。1955年10月迁至青年路50号。1956年9月增设高中班后成为完全中学。1958年12月改称山东省烟台第四中学。1959年10月25日复称山东省烟台第三中学。 |
| 1954年         | 1954年，为发展中学教育，烟台市人民政府决定扩建三中校舍，在大海阳河西边建立了烟台三中新校舍。三中由烟台山迁入新校舍。由此，三中成为一所完全中学。 多年来，学校制定了整体发展目标和各职能部门的质量目标，以目标管理来调动教职员工各项工作的积极性。同年，学校制定了“三五”规划，即用三个五年时间，跻身于区、市、省一流学校的行列。在第一个五年规划期间，学校实现了创全区一流学校的整体目标。 |
| 1993年         | 1993年4月，学校被山东省教育厅命名为首批省级规范化学校，基本上实现了省、市、区一流学校的目标。 |
| 1994年         | 1994年12月，学校把创办现代化的学校当作头等大事来抓。学校集资50万，在全市率先为学校的高中班建成一套现代化的双向闭路电视系统，每个教室配有一部彩电，一部摄像机，为现代化教学奠定了基础。之后学校又相继兴建了新的办公楼、实验楼、教学楼、图书科技楼、学生公寓、市内体育馆、塑胶田径操场等，这以后又建起了微机室、语音室、电教室、电教备课室、校长办公自动化系统。同年3月我校被国家教育部评为2000年现代教育技术实验学校。随着教育形式的发展，我校又投入大量资金创办了校园网络中心、校园网站、校园电视演播室。 |
| 2001年         | 2001年，学校在原四职专校址设立“山东省烟台三中分校”（又称烟台市芝罘实验中学）。实行全日制寄宿式封闭管理，教师与学生“同吃、同住、同学习、同生活”。至此，三中已成为全市一流、设施先进、环境优美、管理完善的完全中学。 |
| 2012年         | 2012年，学校成功举办60年校庆，在社会上引起强烈反响。 |
| 2015年         | 校本部于2015年搬至黄务新校区（即姜家疃完全中学高中部） |
| 2016年         | 原烟台三中分校于2016年与原黄务中学合并，成立烟台三中初中部，并搬至黄务新校区（姜家疃完全中学初中部），并于2019年更名为烟台港城中学。 |